# Niko Puhakka
Niko Puhakka (ur. 7 grudnia 1979 w Uusimaa) – fiński zawodnik mieszanych sztuk walki (MMA). Tryumfator turnieju KSW w wadze lekkiej z 2011 roku.

## Kariera MMA
W młodości ćwiczył judo, karate i kick-boxing. MMA trenuje od 2001 roku. Zawodowy debiut zanotował 21 kwietnia 2002. Początkowo walczył w kategoriach półśredniej i średniej. Od 2007 roku występuje w kategorii lekkiej (do 70 kg) i był uznawany za jednego z czołowych europejskich zawodników w tej wadze. W latach 2008–2009 był związany z rosyjską organizacją M-1 Global (bilans 3-2). W czerwcu 2010 roku stoczył wygrany pojedynek z Arturem Sowińskim na Fight Festival - Goes Kaisaniemi.
We wrześniu 2010 roku wystąpił po raz pierwszy w Polsce, gdy podczas gali KSW 14: Dzień Sądu w Łodzi wziął udział w turnieju wagi lekkiej. Pokonał wówczas w ćwierćfinale Borysa Mańkowskiego, a w półfinale Holendra Dany'ego van Bergena. Walka finałowa miała miejsce 19 marca 2011 roku w Warszawie podczas KSW XV. Puhakka pokonał w niej przez poddanie jednego z czołowych polskich zawodników wagi lekkiej, Macieja Górskiego, wygrywając cały turniej.
1 października 2011 roku pokonał byłego zawodnika IFL i UFC, Johna Gundersona przez niejednogłośną decyzję sędziowską.

## Osiągnięcia

### Mieszane sztuki walki
- 2011: KSW 15 - 1. miejsce w turnieju wagi lekkiej
- 2012: Mistrz Euro-Azjatycki organizacji Draka w wadze lekkiej (jedna udana obrona)[7]

## Kontrowersje
Puhakka posiada na ciele tatuaże o symbolice neonazistowskiej i rasistowskiej (m.in. jeden o treści Blood & Honour), które, jak sam przyznaje, odzwierciedlają jego światopogląd. Od 2002 roku jednym z jego sponsorów jest amerykańska firma odzieżowa powiązana z ruchami neonazistowskimi. Fin wystąpił w Polsce podczas KSW XIV z odsłoniętymi tatuażami, a jego walkę transmitowała ogólnopolska telewizja Polsat, co spotkało się z krytyką. Podczas KSW XV, na żądanie organizatorów, Puhakka musiał już walczyć w zakrywającym ciało specjalnym kostiumie (tzw. rashguard). Puhakka miał ponownie wystąpić w Polsce na gali KSW XVIII, w walce o pas międzynarodowego mistrza KSW w kategorii lekkiej przeciwko Arturowi Sowińskiemu. Władze organizacji zrezygnowały jednak z usług Fina z powodu dotyczących go kontrowersji i negatywnych opinii.